# 比亞迪海鷗
比亞迪海鷗（BYD Seagull）是中國汽車製造商比亞迪生產的一款純電動都市車，是目前是比亞迪車系中最小型的車輛，於2023年上海車展上首次亮相。比亞迪海鷗預售價為7.38萬元至8.98萬元人民幣(約33.3萬到40.6萬新台幣)，其競爭對手為五菱繽果。
该车于2024年以“比亚迪海豚迷你 (BYD Dolphin Mini)”的名义在拉丁美洲市场局部上市。

## 概述
海鸥于2023年4月27日在中国推出。与10万元以下A0级电动车细分市场中的3门竞争对手不同，海鸥采用4座、5门配置，车身为掀背式，长度仅为3,780 mm（148.8英寸）。据中国某家出版物称，它的目标客户是寻求更简单交通方式的年轻客户。
海鸥的外观设计融合了众多锐利的线条、棱角分明的前大灯、倾斜的车顶线以及通过灯条连接的后灯。内部空间利用率优先考虑，轴距与车长比提升至66%，高于比亚迪海豚的64%，同时采用更薄的刀片电池。和比亚迪海洋网其他车型一致，仪表盘设计采用“翼”形设计，呈现出双色设计的海鸥展翅造型，并配备可旋转的10.1英寸触摸屏车载娱乐系统和5英寸数字仪表盘。
海鸥配备了6个安全气囊、后盘式制动器、电子驻车制动器、电子稳定程序等，其白车身高强度钢含量达到61%，关键部位采用热成型工艺，抗拉强度超过1500MPa。
继2023年4月下半月在上海车展上全球首发后，比亚迪开始在中国交付海鸥车型。上市24小时，比亚迪海鸥就获得1万辆订单。2023年11月29日，第20万辆海鸥下线，这距离其推出仅仅七个月。由于售价低于9万元人民币或1.2万美元，海鸥系列还引发了国际媒体和业内专家的出奇好评。

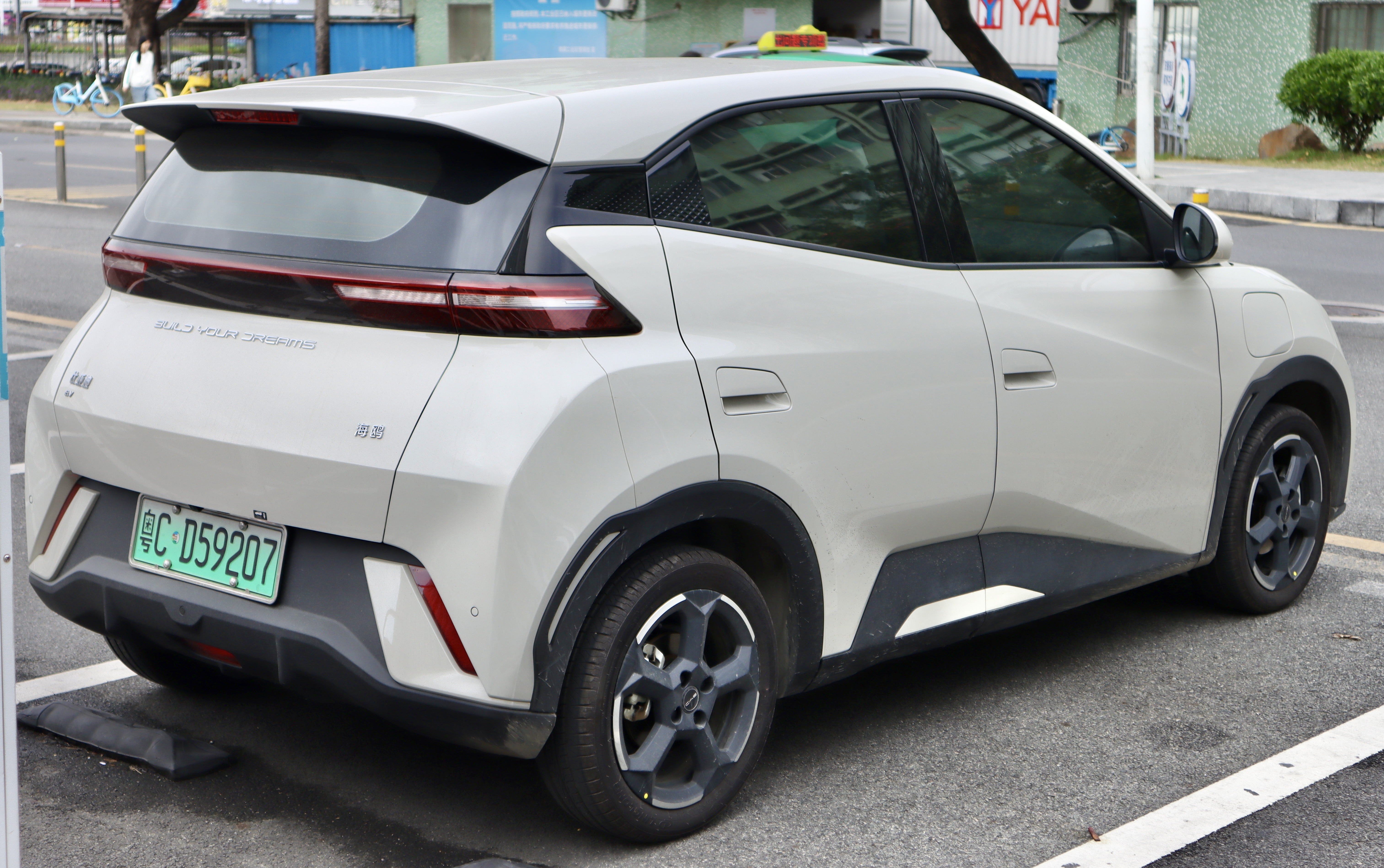
后视图
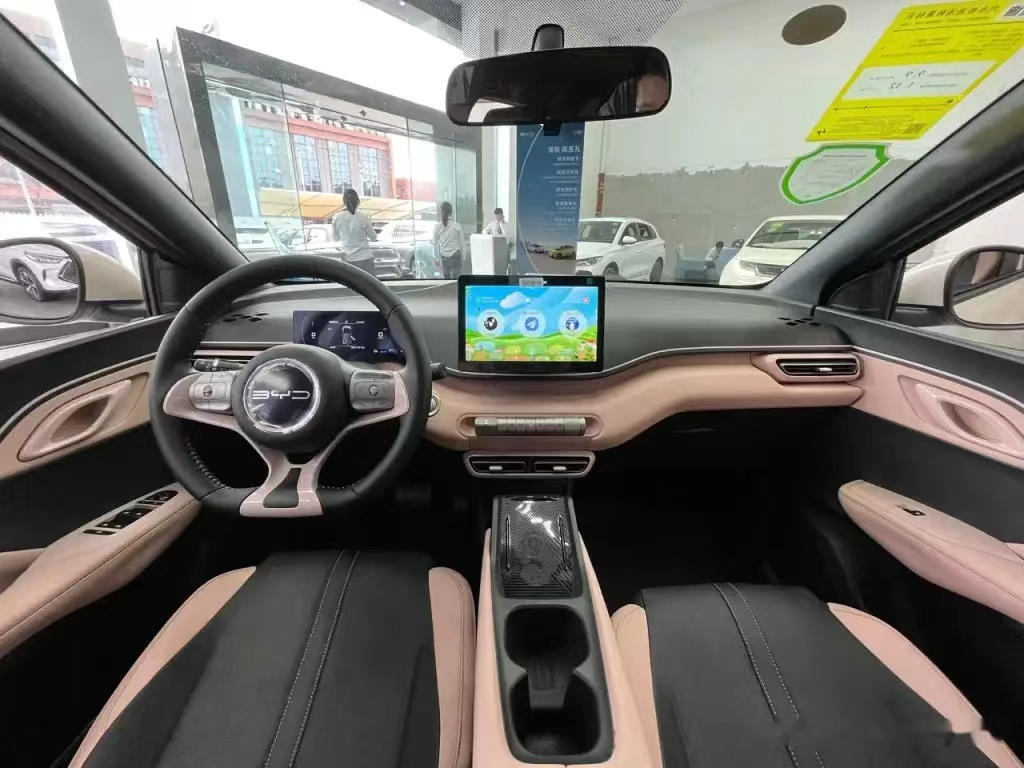
内饰图

### 2024最新版
2024年3月，比亚迪在中国将海鸥售价下调5%，并推出海鸥尊荣版作为2024款车型。海鸥尊荣版推出全新的车身颜色选择——冰蓝色，搭配海蓝色内饰颜色。

## 境外市场
海鸥自2024年开始出口，主要销往拉丁美洲市场。比亚迪还计划在2025年推出升级版的海鸥欧洲市场车型。比亚迪欧洲公司高管舒先生表示，欧洲市场的海鸥汽车将是“一个不同的概念，但仍然是海鸥汽车”。

### 拉丁美洲

#### 巴西
海鸥于2024年2月以海豚迷你的名义在巴西上市销售。它有两种型号，4座版和5座版，后者于2024年7月上市。两种型号均配备38.88kWh 电池。2025年初，海豚迷你将在比亚迪巴西的卡马萨里工厂与比亚迪宋Pro一起组装。

#### 哥伦比亚
海鸥于2024年4月在哥伦比亚上市销售。它有两种型号，分别称为GL和GS，分别配备30.88 kWh和38.88 kWh的电池。

#### 墨西哥
海鸥于2024年3月以海豚迷你的名义在墨西哥上市销售。它有两种型号，称为海豚迷你和海豚迷你Plus，分别配备30.88kWh和38.88kWh的电池。

### 亚洲

#### 菲律宾
海鸥将于2024年10月在菲律宾发售单一型号，配备30.88 kWh电池。

## 规格
在中国，目前有三种配置可供选择：基础款“活力版”、更高配置的“自由版”和顶级配置的“飞翔版”。这三种车型均由一台55 kW（74 hp；75 PS）永磁同步电机驱动前轮，最高时速130 km/h（81 mph），声称0-50 km/h（31 mph）加速时间为4.9秒，0–100 km/h（62 mph）仅需13秒。
活力版和自由版均配备弗迪30kWh（110MJ）LFP刀片电池，在CLTC上续航里程可达305公里；飞翔版配备更大的38kWh（140MJ）电池组，续航里程约为405公里。电池可通过家用交流电源插头以6.6 kW充电，或通过直流快速充电器以30或40kW（取决于型号）充电，据称可在30分钟内将电量从30%充电至80%。

### 动力传动系统
| 电池容量  | 电池类型             | 生产           | 续航里程         | 功率                  | 扭矩                 | 整备重量         | 0–100 km/h（62 mph） | 最高速度           | 峰值直流充电 |
| --------- | -------------------- | -------------- | ---------------- | --------------------- | -------------------- | ---------------- | -------------------- | ------------------ | ------------ |
| 30.08 kWh | 磷酸铁锂（刀片电池） | 2023年4月–至今 | 305 km（190 mi） | 55 kW（75 PS；74 hp） | 135 N·m（100 lb·ft） | 1,160（2,557磅） | 13.0 s               | 130 km/h（81 mph） | 30 kW        |
| 38.88 kWh | 磷酸铁锂（刀片电池） | 2023年4月–至今 | 405 km（252 mi） | 55 kW（75 PS；74 hp） | 135 N·m（100 lb·ft） | 1,240（2,734磅） | 13.0 s               | 130 km/h（81 mph） | 40 kW        |

## 召回
2024年4月30日，比亚迪因倒车摄像头软件故障在中国召回16,666辆海鸥汽车。受影响的车辆生产日期为2023年4月7日至2023年5月31日。此次召回将通过OTA更新进行。

## 销量
上市仅24小时，比亚迪海鸥就获得1万辆订单。2023年11月29日，第20万辆海鸥下线，这距离其推出仅仅七个月。
| 年份 | 中國    | 巴西   | 总产量  |
| ---- | ------- | ------ | ------- |
| 2023 | 239,270 |        | 280,217 |
| 2024 | 453,593 | 21,937 | 479,294 |